# Thomas Meighan

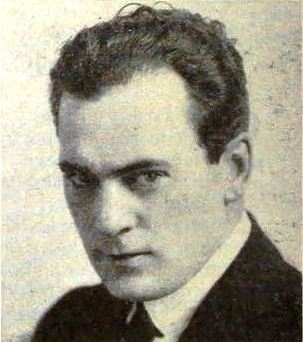
Retrat de l'actor aparegut al número de novembre de 1921 de la revista Photoplay

Thomas Meighan (Pittsburgh (Pennsilvània), 9 d’abril de 1879−Nova York, 8 de juliol de 1936) va ser un actor teatral i de cinema que realitzà la major part de la seva carrera en l’època del cinema mut. Fou un dels actors romàntics més populars del seu temps. Entre els seus papers més coneguts destaquen els de les pel·lícules "The Miracle Man” (1919), “Male and Female” (1919), “Why Change Your Wife?” (1920), “A Prince There Was” (1921), “ “Manslaughter” (1922), “Homeward Bound” (1923), “Tin Gods” (1926), o “The Racket” (1928).

## Biografia
Va néixer a Pittsburgh en el si d’una família acomodada i es va educat en aquella ciutat. El seu pare, John, era president de l'empresa metal·lúrgica Pittsburgh Facilng Mills. Quan Thomas va rebutjar estudiar una carrera el seu pare el va emplear a la foneria per palar carbó de manera que una setmana més tard va acceptar estudiar medicina. Va abandonar la carrera i començar al teatre a la dècada de 1890 actuant com a extra en una producció d’Henrietta Crossman titulada “Mistress Nell”. Va estar durant dos anys en la companyia d’Elsie de Wolf i Grace George a Pittsburgh. Va arribar a ser una estrella de Broadway a la primera dècada del segle xx. Va actuar en la companyia de William Collier a “The Dictator” i posteriorment va protagonitzar “The Two Orphans”. Mentre era actuant a Anglaterra amb les obres “The College Widow” i “Broadway Jones” va rebre la proposta d’actuar al cinema i va acceptar participar en "Danny Donovan, the Gentleman Cracksman" (1914). No va acabar de fer encara el pas al cinema i per exemple va participar en l’obra “On Trial”. A la companyia teatral va conèixer Frances Ring amb qui s’acabaria casant. Anys més tard, un guionista va apuntar que “Meighan i Rin Tin Tin van ser les dues úniques estrelles de Hollywood que no es van divorciar mai”.
El 1915 va ser contractat per la Famous Players-Lasky. El seu primer gran paper va arribar de la mà de Cecil B. DeMille a “Kindling” (1915) com el marit obrer que es nega a tenir fill mentre visqui en la situació social en la que es troben. Va assolir la categoria d’estrella amb “The Miracle Man” amb Lon Chaney (1919) i amb “Male and Female” amb Gloria Swanson (1919). Al llarg dels anys vint va ser molt popular. El 1924, va actuar a “The Alaskan” amb Estelle Taylor i Anna May Wong i el 1927 va protagonitzar “The City Gone Wild” amb Louise Brooks. Les seves dues últimes pel·lícules mudes, ambdues produïdes per Howard Hughes el 1928, van ser “The Mating Call”, en que es criticava el Ku Klux Klan, i “The Racket”, que va ser nominada a l'Oscar a la millor pel·lícula. Tot i tenir un sou setmanal d’uns 10.000 dòlars, amb l’arribada del sonor l’actor es va retirar tot i que encara va retornar per participar en alguna pel·lícula. La seva darrera pel·lícula va ser “Peck's Bad Boy” (1934). El 8 de juliol de 1936 va morir d’un càncer que se li havia manifestat dos anys abans.

## Filmografia com a actor
- Danny Donovan, the Gentleman Cracksman (1914)
- Kindling (1915)
- The Fighting Hope]' (1915)
- Out of the Darkness (1915)
- Blackbirds (1915)
- The Secret Sin (1915)
- Armstrong's Wife (1915)
- The Immigrant (1915)
- Pudd'nhead Wilson (1916)
- The Trail of the Lonesome Pine (1916)
- The Sowers (1916)
- The Clown (1916)
- The Dupe (1916)
- Common Ground (1916)
- The Storm (1916)
- The Heir to the Hoorah (1916)
- The Slave Market (1917)
- Sapho (1917)
- Sleeping Fires (1917)
- The Silent Partner (1917)
- Her Better Self (1917)
- The Mysterious Miss Terry (1917)
- Arms and the Girl (1917)
- The Land of Promise (1917)
- Madame Jealousy (1918)
- Eve's Daughter (1918)
- M'liss (1918)
- Missing (1918)
- Heart of the Wilds (1918)
- In Pursuit of Polly (1918)
- Out of a Clear (1918)
- The Forbidden City (1918)
- Norma Talmadge and Thomas Meighan in a Liberty Loan (1918)
- The Heart of Wetona (1919)
- The Probation Wife (1919)
- The Miracle Man (1919)
- The Thunderbolt (1919)
- Male and Female (1919)
- Peg o' My Heart (1919)
- Why Change Your Wife? (1920)
- The Prince Chap (1920)
- Civilian Clothes (1920)
- Conrad in Quest of His Youth (1920)
- Frontier of the Stars (1921)
- The Easy Road (1921)
- The City of Silent Men (1921)
- White and Unmarried (1921)
- The Conquest of Canaan (1921)
- Cappy Ricks (1921)
- A Prince There Was (1921)
- The Bachelor Daddy (1922)
- Our Leading Citizen (1922)
- If You Believe It, It's So (1922)
- A Trip to Paramountown (1922)
- Manslaughter (1922)
- The Man Who Saw Tomorrow (1922)
- Back Home and Broke (1922)
- Gloria Swanson and Thomas Meighan (1922)
- The Ne'er-Do-Well (1923)
- Homeward Bound (1923)
- Hollywood (1923)
- Woman-Proof (1923)
- Pied Piper Malone (1924)
- The Confidence Man (1924)
- The Alaskan (1924)
- Tongues of Flame (1924)
- Coming Through (1925)
- Old Home Week (1925)
- The Man Who Found Himself (1925)
- Irish Luck (1925)
- The New Klondike (1926)
- Fascinating Youth (1926)
- Tin Gods (1926)
- The Canadian (1926)
- Blind Alleys (1927)
- We're All Gamblers (1927)
- The City Gone Wild (1927)
- The Racket (1928)
- The Mating Call (1928)
- The Argyle Case (1929)
- Young Sinners (1931)
- Skyline (1931)
- Cheaters at Play (1932)
- Madison Sq. Garden (1932)
- Peck's Bad Boy (1934)